# Alfredo Donnarumma
Alfredo Donnarumma (Torre Annunziata, 30 novembre 1990) è un calciatore italiano, attaccante della Ternana.

## Caratteristiche tecniche
Seconda punta, in grado di agire su tutto il fronte d'attacco. È inoltre un ottimo rigorista; nella sua carriera si è incaricato di battere 33 calci di rigore in partite ufficiali, trasformandone 27 (l'81% dei rigori calciati).

## Carriera
Prelevato dal Catania all'età di 14 anni, nel 2010 passa in prestito al Gubbio, in Lega Pro Prima Divisione. L'8 maggio il Gubbio ottiene - con una giornata d'anticipo - l'aritmetica promozione in Serie B, da cui mancava dal 1947. Conclude l'annata con 23 presenze e 5 reti in campionato.
Il 31 gennaio 2012 viene ceduto in prestito al Lanciano. Il 12 luglio passa a titolo temporaneo al Como. All'esordio in campionato mette a segno una tripletta ai danni del San Marino.
Il 2 settembre 2013 passa in comproprietà al Cittadella. Esordisce in Serie B il 14 settembre in Cittadella-Latina (0-0), subentrando al 59' al posto di Dumitru. Riscattato alle buste dai veneti, il 1º luglio 2014 sottoscrive un contratto di tre anni con il Pescara che - due giorni dopo - lo cede in prestito al Teramo, in Lega Pro.
A fine stagione si laurea capocannoniere del proprio girone con 22 reti, contribuendo alla storica promozione del Teramo nella serie cadetta, annullata per via di vicende legate al calcioscommesse. Il 16 luglio 2015 passa a titolo definitivo al Teramo, firmando un contratto di tre anni.
Risolto il contratto con gli abruzzesi - complice una clausola che prevedeva l'interruzione del rapporto in caso di condanna della società per illecito sportivo - il 31 agosto viene prelevato a parametro zero dalla Salernitana. Con 13 reti - di cui una ai play-out contro il Lanciano - contribuisce alla salvezza dei campani.
L'11 luglio 2017 viene tesserato per tre stagioni dall'Empoli. In Toscana conquista la promozione in Serie A, trascinando la squadra alla vittoria del campionato in tandem con il compagno d'attacco Caputo, con cui forma una coppia gol da 49 centri complessivi (23 Donnarumma, 26 Caputo).
Il 13 luglio 2018 passa al Brescia in cambio di 1.7 milioni di euro, firmando un quadriennale. Fin da subito, Donnarumma si mette in risalto e totalizza tre triplette contro Padova (4-1), dove segna tre reti in 17', Salernitana (3-1), la sua ex squadra, e Spezia (4-4), oltre a segnare, l'11 Novembre, una doppietta nel derby vinto per 4-2 con l'Hellas Verona; diventa così il '' bomber '' delle Rondinelle e segna 21 reti nelle prime 23 giornate, vincendo i titoli di MVP dei mesi di Dicembre e Gennaio. In totale, mette a segno 25 reti in campionato, laureandosi capocannoniere e conquistando la promozione in Serie A.
Esordisce in Serie A il 25 agosto 2019 contro il Cagliari, segnando dal dischetto la rete che consente alle rondinelle di imporsi sui sardi per 1-0, dopo che gli era stato annullato un gol su azione Inizia molto bene il campionato con 4 reti nelle prime 5 partite ma con l'arrivo in attacco di Mario Balotelli, perde il posto da titolare. Riprende il posto con il rientro dall'interruzione dovuta alla Pandemia di COVID-19, torna a segnare dopo 9 mesi nell'incontro con la Fiorentina prima di ripetersi col Genoa nell'incontro successivo. Alla 30ª giornata contribuisce con una rete al successo per 2-0 nel derby con l'Hellas Verona e afferma in conferenza stampa di credere nella salvezza, nonostante i 6 punti di distacco dal Genoa. Termina la sua unica stagione in massima serie con 7 reti.
Dopo una stagione mediocre terminata con 7 reti in Serie B, l'11 agosto 2021 passa in prestito alla Ternana. Con le Fere gioca una buona annata e segna 14 reti in campionato, 7 per girone, compreso il gol-vittoria nel derby con il Perugia alla penultima giornata. Tuttavia, nella seconda stagione in Umbria trova 1 solo gol in campionato.
Il 10 agosto 2023 viene ceduto in prestito per un anno al Catanzaro. Esordisce con i Calabresi il 27 agosto, subentrando a Iemmello al 58' in Catanzaro-Ternana (2-1). Sette giorni dopo, nel successo esterno sul Lecco (3-4) segna il gol del 4-2 all'88', tornando in gol in Serie B dopo quasi un anno.
A fine stagione culminata con la conquista dei play-off ed uno score di 23 presenze e 3 reti, non viene riscattato tornando alla Ternana.

## Statistiche

### Presenze e reti nei club
Statistiche aggiornate al 9 agosto 2025.
| Stagione           | Squadra            | Campionato         | Campionato | Campionato | Coppe nazionali | Coppe nazionali | Coppe nazionali | Coppe continentali | Coppe continentali | Coppe continentali | Altre coppe | Altre coppe | Altre coppe | Totale | Totale |
| Stagione           | Squadra            | Comp               | Pres       | Reti       | Comp            | Pres            | Reti            | Comp               | Pres               | Reti               | Comp        | Pres        | Reti        | Pres   | Reti   |
| ------------------ | ------------------ | ------------------ | ---------- | ---------- | --------------- | --------------- | --------------- | ------------------ | ------------------ | ------------------ | ----------- | ----------- | ----------- | ------ | ------ |
| 2010-2011          | Gubbio             | 1D                 | 23         | 5          | CI+CI-LP        | 2+0             | 0               | -                  | -                  | -                  | SdL-1D      | -           | -           | 25     | 5      |
| lug.-dic. 2011     | Catania            | A                  | -          | -          | CI              | -               | -               | -                  | -                  | -                  | -           | -           | -           | 0      | 0      |
| gen.-giu. 2012     | Lanciano           | 1D                 | 10         | 0          | CI+CI-LP        | -               | -               | -                  | -                  | -                  | -           | -           | -           | 10     | 0      |
| 2012-2013          | Como               | 1D                 | 30         | 14         | CI-LP           | 2               | 4               | -                  | -                  | -                  | -           | -           | -           | 32     | 18     |
| 2013-2014          | Cittadella         | B                  | 20         | 3          | CI              | -               | -               | -                  | -                  | -                  | -           | -           | -           | 20     | 3      |
| 2014-2015          | Teramo             | LP                 | 35         | 22         | CI+CI-LP        | 1+0             | 0               | -                  | -                  | -                  | SC-LP       | 2           | 0           | 38     | 22     |
| ago. 2015          | Teramo             | LP                 | -          | -          | CI+CI-LP        | 1+0             | 0               | -                  | -                  | -                  | -           | -           | -           | 1      | 0      |
| Totale Teramo      | Totale Teramo      | Totale Teramo      | 35         | 22         |                 | 2               | 0               |                    | -                  | -                  |             | 2           | 0           | 39     | 22     |
| ago. 2015-2016     | Salernitana        | B                  | 38+2       | 12+1       | CI              | 0               | 0               | -                  | -                  | -                  | -           | -           | -           | 40     | 13     |
| 2016-2017          | Salernitana        | B                  | 29         | 6          | CI              | 2               | 1               | -                  | -                  | -                  | -           | -           | -           | 31     | 7      |
| Totale Salernitana | Totale Salernitana | Totale Salernitana | 67+2       | 18+1       |                 | 2               | 1               |                    | -                  | -                  |             | -           | -           | 71     | 20     |
| 2017-2018          | Empoli             | B                  | 38         | 23         | CI              | 1               | 0               | -                  | -                  | -                  | -           | -           | -           | 39     | 23     |
| 2018-2019          | Brescia            | B                  | 32         | 25         | CI              | 2               | 2               | -                  | -                  | -                  | -           | -           | -           | 34     | 27     |
| 2019-2020          | Brescia            | A                  | 31         | 7          | CI              | 1               | 1               | -                  | -                  | -                  | -           | -           | -           | 32     | 8      |
| 2020-2021          | Brescia            | B                  | 24+1       | 7+0        | CI              | 0               | 0               | -                  | -                  | -                  | -           | -           | -           | 25     | 7      |
| Totale Brescia     | Totale Brescia     | Totale Brescia     | 87+1       | 39         |                 | 3               | 3               |                    | -                  | -                  |             | -           | -           | 91     | 42     |
| 2021-2022          | Ternana            | B                  | 32         | 14         | CI              | 1               | 1               | -                  | -                  | -                  | -           | -           | -           | 33     | 15     |
| 2022-2023          | Ternana            | B                  | 21         | 1          | CI              | -               | -               | -                  | -                  | -                  | -           | -           | -           | 21     | 1      |
| 2023-2024          | Catanzaro          | B                  | 20+3       | 2+1        | CI              | -               | -               | -                  | -                  | -                  | -           | -           | -           | 23     | 3      |
| 2024-2025          | Ternana            | C                  | 17+1       | 2+0        | CI-C            | 0               | 0               | -                  | -                  | -                  | -           | -           | -           | 18     | 2      |
| 2025-2026          | Ternana            | C                  | -          | -          | CI              | 1               | 0               | -                  | -                  | -                  | -           | -           | -           | 1      | 0      |
| Totale Ternana     | Totale Ternana     | Totale Ternana     | 70+1       | 17         |                 | 2               | 1               |                    | -                  | -                  |             | -           | -           | 73     | 18     |
| Totale carriera    | Totale carriera    | Totale carriera    | 400+7      | 143+2      |                 | 14              | 9               |                    | -                  | -                  |             | 2           | 0           | 423    | 154    |

## Palmarès

### Club

#### Competizioni nazionali
- Lega Pro Prima Divisione: 1

Gubbio: 2010-2011
- Lega Pro: 1  (Revocato)

Teramo: 2014-2015
- Campionato italiano di Serie B: 2

Empoli: 2017-2018
Brescia: 2018-2019

### Individuale
- Capocannoniere della Lega Pro: 1

2014-2015 (Girone B, 22 gol)
- Capocannoniere della Serie B: 1

2018-2019 (25 gol)